# Uttarákhand
Uttarákhand (hindsky उत्तराखंड nebo उत्तराखण्ड, transliterováno Uttarākhaṇḍ) (do konce roku 2006 se používal název Uttaráňčal) je 27. státem Indie. Vznikl 9. listopadu roku 2000 oddělením od Uttarpradéše. Na severu sousedí s Tibetskou autonomní oblastí, na východě s Nepálem, na jihu s Uttarpradéšem a na západě s Himáčalpradéšem. Jeho rozloha činí 53 566 km². Populace přesahuje osm milionů. Hlavní město Uttarákhandu je Déhrádún.

## Geografie
Stát byl oddělen od Uttarpradéše kvůli odlišným přírodním podmínkám – téměř celý ho tvoří Himálaj, pouze úzký pruh na jihu zasahuje do Indoganžské nížiny. Většina povrchu je pokryta lesy, ve kterých žije mnoho vzácných druhů zvířat. Nachází se tu druhá nejvyšší hora Indie Nandá Déví. Na území státu se nacházejí národní parky Nandá Déví, Údolí květin, Govind Pashu Vihar a národní park Jima Corbetta – nejstarší národní park v Indii.